# Альф'єрі Мазераті
Альф‘єрі Мазераті (23 вересня 1887 — 3 березня 1932) — італійський автомобільний інженер, відомий тим, що створив Maserati.

## Біографія
Мазераті народився у Вогері. У 1903 році він та його брат Біндо Мазераті почали працювати на Ізотта Фраскіні в Мілані, за рекомендацією їх старшого брата Карло Мазераті. У 1905 році він пішов за Карло до Bianchi. Згодом, за рекомендацією Біндо Альф'єрі повернувся до Isotta Fraschini. У 1914 році, повернувся до Італії, та заснував з братом майстерню у Мілані під назвою «Societa Anonima Officine Alfieri Maserati».
Обидва брати брали участь у Першій Світовій Війні, а майстернею керував його брат Ернесто Мазераті. Після війни у Болоньї було створено більший завод для виробництва.
У 20-х роках Альф'єрі виграв низку гонок, він був головним механіком Diatto з 1922 до 1926 року, коли він приєднався до своїх братів, вони створили Maserati Tipo 26 на основі привезеного ним шасі Diatto.
У 1927 році, ганяючись на своєму Типі 26 на 312 км 1-ї Коспи Мессіни на трасі Монті Пелорітані, Альф'єрі втратив контроль на першому колі і машина перекинулася після вильоту в кювет. Альф'єрі отримав важкі поранення. Йому зробили термінову операцію, одна з його нирок була непоправно пошкоджена. У 1932 році, під час погано виконаної операції на іншій нирці, Альф'єрі помер, перебуваючи в кімнаті для відновлення третього березня в Оспедале-Маджоре в Болоньї.